# ميس ضئيل الأوراق
ميس ضئيل الأوراق (الاسم العلمي: Celtis parvifolia) هو نوع نباتي يتبع جنس الميس من فصيلة القنبية.